# Pello Lizarralde
Pello Lizarralde Larraza (Zumárraga, 3 de octubre de 1956) es un profesor, traductor y escritor español en euskera.

## Biografía
Lizarralde, de origen guipuzcoano, trabaja y reside en Navarra. Como escritor, se considera vinculado a la literatura europea y estadounidense, próximo a la literatura realista señalando como referentes a autores como Chejov, Thomas Bernhard, Peter Handke, Cesare Pavese, Marcel Proust, Albert Camus, Faulkner, Hemingway o Cormac McCarthy, y entre los españoles a Ignacio Aldecoa o Luis Mateo Díez; sobre la literatura latinoamericana, no se siente atraído por el realismo mágico, pero si por otros autores ya fallecidos como Cortázar. Su primera obra fue un poemario en 1978, único en su trayectoria, Hilargiaren hotzikarak. A este le siguieron, algunos años después, la obra narrativa con E pericoloso sporgersi. Zuri beltzean (1984), Hatza mapa gainean (1988), Sargori (1994), Un ange passe-isilaldietan (colección de cuatro narraciones breves, 1998), Larrepetit (2002), obra donde se ha señalado que «es uno de esos libros raros donde no hay ni una palabra de más» y con la que obtuvo dos importantes premios: el Premio Euskadi de Literatura y el Premio de la Crítica de narrativa en euskera, Iragaitzaz (2008) y Orbanak (2012). Ha sido calificado por la crítica como un autor que economiza adecuadamente el lenguaje en cada frase, de estilo fino y preciso. Finalmente, en su labor de traductor, destaca haber traducido al euskera obras de varios autores, como Natalia Ginzburg o Gianni Celati.